# Акинсули, Эстер
Эстер Акинсули (англ. Esther Akinsulie; род. 22 апреля 1984, Виннипег) — канадская легкоатлетка, специалистка по бегу на короткие дистанции. Выступала за сборную Канады по лёгкой атлетике в 2004—2011 годах, чемпионка Всемирной Универсиады, победительница Игр франкофонов, многократная победительница и призёрка первенств национального значения в спринтерских дисциплинах, участница двух чемпионатов мира.

## Биография
Эстер Акинсули родилась 22 апреля 1984 года в Виннипеге, Манитоба.
Серьёзно заниматься спортом начала во время учёбы в старшей школе A. Y. Jackson Secondary School в Оттаве, играла здесь в баскетбол, а на последнем году обучения попробовала себя также в лёгкой атлетике. Продолжила спортивную карьеру в Карлтонском университете — вскоре поняла, что не может совмещать выступления сразу в двух видах спорта и решила сделать акцент на беге. Окончила университет, получив степень бакалавра в области психологии.
Впервые заявила о себе на международном уровне в сезоне 2004 года, когда вошла в состав канадской сборной и выступила на молодёжном первенстве Северной Америки, Центральной Америки и Карибского бассейна в Шербруке — стала четвёртой в беге на 200 метров и в эстафете 4 × 400 метров.
В 2005 году впервые стала чемпионкой Канады в беге на 400 метров, выиграв национальное первенство в Виннипеге. Принимала участие в Играх франкофонов в Ниамее, где заняла седьмое место в дисциплине 200 метров, четвёртое место в дисциплине 400 метров, вместе с соотечественницами завоевала серебряную награду в зачёте эстафеты 4 × 400 метров.
В 2006 году на чемпионате Канады в Оттаве превзошла всех соперниц на дистанциях 200 и 400 метров.
В 2007 году в дисциплинах 200 и 400 метров победила на чемпионате Канады в Уинсоре. На Панамериканских играх в Рио-де-Жанейро дошла до полуфинала в беге на 400 метров и показала шестой результат в эстафете 4 × 400 метров.
В 2009 году выиграла 400 метров на чемпионате Канады в Торонто. Будучи студенткой, представляла страну на Всемирной Универсиаде в Белграде — получила серебро в индивидуальном беге на 400 метров, тогда как в эстафете 4 × 400 метров завоевала золото. В тех же дисциплинах стартовала на чемпионате мира в Берлине, в обоих случаях не смогла преодолеть предварительные квалификационные этапы. На Играх франкофонов в Бейруте взяла бронзу в дисциплине 200 метров, была четвёртой в дисциплине 400 метров, одержала победу в эстафете 4 × 400 метров.
В 2011 году бежала эстафету 4 × 400 метров на чемпионате мира в Тэгу, в финал не вышла.
В феврале 2013 года Акинсули провалила допинг-тест — в её пробе обнаружили следы диуретика гидрохлоротиазида. Спортсменке удалось доказать, что запрещённый препарат употреблялся не для повышения спортивных показателей, и срок отстранения составил только шесть месяцев.
По окончании срока дисквалификации Эстер Акинсули возобновила спортивную карьеру и в 2014 году ещё выступила на нескольких стартах.